# 닷타데비
닷타데비 아비라는 굽타 황제 사무드라굽타의 아내이자 정실부인이다. 그녀는 사무드라굽타의 후계자인 찬드라굽타 2세의 어머니였다. 사무드라굽타의 학창 시절 동안 그녀는 아마도 사무드라굽타와 결혼했을 것이다. 사무드라굽타의 궁정 시인이자 절친한 친구인 하리세나가 사무드라굽타와 닷타데비의 결혼에 중요한 역할을 했다. 그녀는 에란 비문에서 "유덕하고 충실한 아내"로 묘사된다.